# Wielki Rogacz

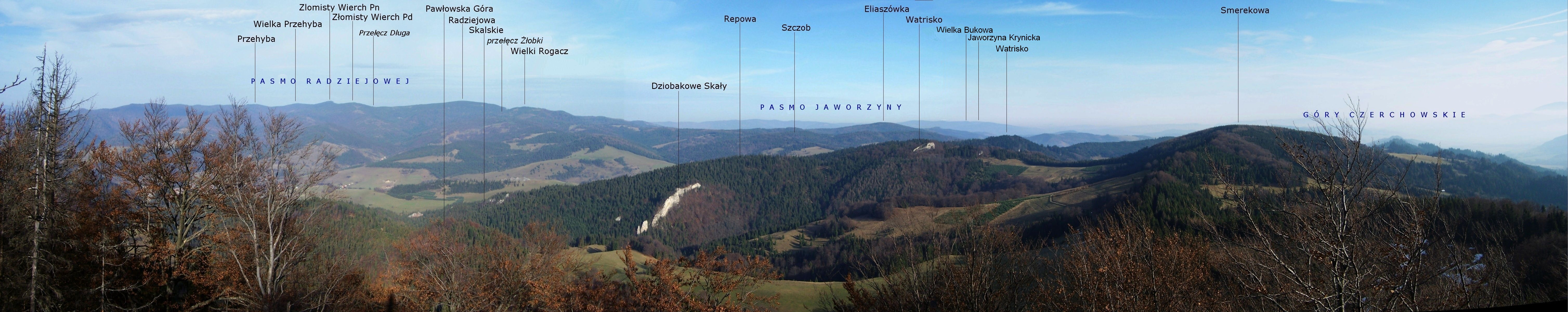
Położenie Wielkiego Rogacza w Paśmie Radziejowej

Wielki Rogacz (1182 m, według poziomic na mapie Geoportalu ok. 1178 m) – szczyt w Beskidzie Sądeckim, w głównym grzbiecie Pasma Radziejowej. Położony jest między Radziejową (1266 m), od której oddzielony jest przełęczą Żłobki (1106 m), a Małym Rogaczem (1162 m), od którego oddziela go przełęcz Obrazek (1140 m). Jest zwornikiem dla odchodzącego na północny wschód długiego bocznego grzbietu, który poprzez Międzyradziejówki opada do wierzchołka Złotułki (Trześniowy Groń), na którym rozgałęzia się na dwa grzbiety opadające do doliny Popradu. Główny grzbiet natomiast poprzez Małego Rogacza opada do przełęczy Obidza. W istocie Wielki Rogacz ma dwa wierzchołki; wyższy zachodni i niższy wschodni. Wraz z Małym Rogaczem są trzy wierzchołki i jak pisze Bogdan Mościcki, autor przewodnika „Beskid Sądecki”... z której by więc strony nie patrzeć, dwa z nich są widoczne. Od niższego wierzchołka wschodniego odchodzi grzbiet oddzielający dolinę potoku Międzybrodzie od doliny potoku Rogacz.
Nieco pod szczytem Wielkiego Rogacza krzyżują się z sobą dwa szlaki turystyczne. Wielki Rogacz jest porośnięty lasem. W jego stoki wcinają się dolinki kilku potoków: Czarna Woda, Suchy, Mała Roztoka, Międzybrodzie i Rogacz.
Szczyt znajduje się na granicy powiatu nowosądeckiego i nowotarskiego. Spotykają się też granice miejscowości Piwniczna-Zdrój, Roztoka Ryterska i Jaworki.

## Piesze szlaki turystyczne
Główny Szlak Beskidzki – fragment prowadzący z Rytra do Krościenka, pomiędzy Radziejową a rozdrożem pod Złotułkami:
- z Radziejowej 0:30 h, ↓ 0:35 h; z Prehyby 2 h, ↓ 1:50 h
- spod Złotułek 0:55 h, ↓ 0:45 h

 szlak Tarnów – Wielki Rogacz; odcinek końcowy przełęcz Rozdziela – Przełęcz Gromadzka – Wielki Rogacz:
- z Rozdzieli 1:55 h (↓ 1:40 h); z Przełęczy Gromadzkiej 0:55 h (↓ 0:45 h)